# Valse snappers
De valse snappers (Nemipteridae) vormen een familie van baarsachtige vissen.
Ze worden aangetroffen in tropische wateren van de Indische en westelijke Grote Oceaan. De meeste soorten leven op de bodem en zijn carnivoor en eten kleine vissen, inktvissen, kreeftachtigen en borstelwormen. Sommige soorten eten ook plankton.

## Geslachten
Volgens Fishbase zijn er vijf geslachten:
- Nemipterus Swainson, 1839
- Parascolopsis Boulenger, 1901
- Pentapodus Quoy & Gaimard, 1824
- Scaevius Whitley, 1947
- Scolopsis Cuvier, 1814